# Малон (Вашингтон)
Малон (енгл. Malone) насељено је место без административног статуса у америчкој савезној држави Вашингтон.

## Демографија
По попису из 2010. године број становника је 475.
| Група             | 2000.    | 2010.       |
| Белци             | 0 (0,0%) | 433 (91,2%) |
| Афроамериканци    | 0 (0,0%) | 0 (0,0%)    |
| Азијати           | 0 (0,0%) | 1 (0,2%)    |
| Хиспаноамериканци | 0 (0,0%) | 12 (2,5%)   |
| Укупно            | 0        | 475         |